# Afronandus sheljuzhkoi
Afronandus sheljuzhkoi is een straalvinnige vissensoort uit de familie van de nanderbaarzen (Nandidae). De wetenschappelijke naam van de soort is voor het eerst geldig gepubliceerd in 1954 door Meinken.